# (674) Rachele
(674) Rachele – planetoida z pasa głównego asteroid okrążająca Słońce w ciągu 5 lat i 3 dni w średniej odległości 2,93 j.a. Została odkryta 28 października 1908 roku w Landessternwarte Heidelberg-Königstuhl w Heidelbergu przez Karla Wilhelma Lorenza. Nazwa planetoidy pochodzi od imienia żony włoskiego astronoma Emilio Bianchiego, który obliczył jej orbitę. Przed nadaniem nazwy planetoida nosiła oznaczenie tymczasowe (674) 1908 EP.